# Muriel Hurtis-Houairi
Muriel Hurtis-Houairi (ur. 25 marca 1979 w Bondy) – francuska lekkoatletka, specjalizująca się w biegach sprinterskich na 100 m, 200 m oraz 400 metrów, medalistka olimpijska.
Hurtis zdobywała wiele medali w biegach sztafetowych. W 2004 na Igrzyskach Olimpijskich w Atenach zdobyła brązowy medal w sztafecie 4 × 100 m wraz z koleżankami z reprezentacji Véronique Mang, Sylviane Félix i Christine Arron. Na mistrzostwach świata zdobyła trzy medale w sztafecie 4 x 100 m: dwa srebrne w 1999 i 2001 oraz złoty w 2003. W 2003 odniosła również swój największy sukces w biegu indywidualnym zdobywając brązowy medal w biegu na 200 m. W 2003 zdobyła również tytuł halowej mistrzyni świata na 200 m.  W 2002 Hurtis zdobyła również dwukrotnie tytuł mistrzyni Europy wygrywając na 200 m i w sztafecie 4 x 100 m.
Wielokrotna mistrzyni i rekordzistka kraju.
Jej rekordy życiowe to 10,96 sek. w biegu na 100 m, 22,31 sek. w biegu na 200 m oraz 51,41 sek. na dystansie 400 metrów.

## Osiągnięcia sportowe

### Igrzyska olimpijskie
| Miejsce | Dzień       | Rok  | Miejscowość | Konkurencja        | Czas biegu  | Strata   | Zwycięzca               |
| ------- | ----------- | ---- | ----------- | ------------------ | ----------- | -------- | ----------------------- |
| 12.     | 28 września | 2000 | Sydney      | bieg na 200 m      | 23,13 s     | -        | Pauline Davis-Thompson  |
| brąz    | 30 września | 2000 | Sydney      | sztafeta 4 x 100 m | 42,42 s     | + 0,47 s | Bahamy                  |
| 24.     | 23 sierpnia | 2004 | Ateny       | bieg na 200 m      | 23,33 s     | -        | Veronica Campbell-Brown |
| brąz    | 27 sierpnia | 2004 | Ateny       | sztafeta 4 x 100 m | 42,54 s     | + 0,81 s | Jamajka                 |
| 9.      | 20 sierpnia | 2008 | Pekin       | bieg na 200 m      | 22,71 s     | -        | Veronica Campbell-Brown |
| 5.      | 11 sierpnia | 2012 | Londyn      | sztafeta 4 x 400 m | 3:25,92 min | + 9,05 s | Stany Zjednoczone       |

### Mistrzostwa świata
| Miejsce | Dzień       | Rok  | Miejscowość | Konkurencja        | Czas biegu  | Strata   | Zwycięzca              |
| ------- | ----------- | ---- | ----------- | ------------------ | ----------- | -------- | ---------------------- |
| 9.      | 25 sierpnia | 1999 | Sewilla     | bieg na 200 m      | 22,52 s     | -        | Inger Miller           |
| srebro  | 29 sierpnia | 1999 | Sewilla     | sztafeta 4 x 100 m | 42,06 s     | + 0,14 s | Bahamy                 |
| srebro  | 11 sierpnia | 2001 | Edmonton    | sztafeta 4 x 100 m | 42,39 s     | + 0,07 s | Niemcy                 |
| brąz    | 28 sierpnia | 2003 | Paryż       | bieg na 200 m      | 22,59 s     | + 0,21 s | Anastasija Kapaczinska |
| złoto   | 30 sierpnia | 2003 | Paryż       | sztafeta 4 x 100 m | 41,78 s     | -        | -                      |
| 17.     | 30 sierpnia | 2007 | Osaka       | bieg na 200 m      | 22,86 s     | -        | Allyson Felix          |
| 13.     | 1 września  | 2007 | Osaka       | sztafeta 4 x 100 m | 43,88 s     | -        | Stany Zjednoczone      |
| brąz    | 17 sierpnia | 2013 | Moskwa      | sztafeta 4 x 400 m | 3:24,21 min | + 3,80 s | Stany Zjednoczone      |

### Mistrzostwa Europy
| Miejsce | Dzień       | Rok  | Miejscowość | Konkurencja        | Czas biegu  | Strata   | Zwycięzca      |
| ------- | ----------- | ---- | ----------- | ------------------ | ----------- | -------- | -------------- |
| złoto   | 9 sierpnia  | 2002 | Monachium   | bieg na 200 m      | 22,43 s     | -        | -              |
| złoto   | 11 sierpnia | 2002 | Monachium   | sztafeta 4 x 100 m | 42,46 s     | -        | -              |
| 10.     | 11 sierpnia | 2006 | Göteborg    | bieg na 200 m      | 23,80 s     | -        | Kim Gevaert    |
| DNF.    | 13 sierpnia | 2006 | Göteborg    | sztafeta 4 x 100 m | -           | -        | Rosja          |
| 8.      | 30 lipca    | 2010 | Barcelona   | bieg na 400 m      | 52,05 s     | + 2,16 s | Tatjana Firowa |
| 6.      | 1 sierpnia  | 2010 | Barcelona   | sztafeta 4 x 400 m | 3:28,11 min | + 6,85 s | Rosja          |
| 8.      | 29 czerwca  | 2012 | Helsinki    | bieg na 400 m      | 54,50 s     | + 3,37 s | Moa Hjelmer    |
| złoto   | 17 sierpnia | 2014 | Zurych      | sztafeta 4 x 400 m | 3:24,27 min | -        | -              |

### Halowe mistrzostwa świata
| Miejsce | Dzień    | Rok  | Miejscowość | Konkurencja   | Czas biegu | Strata   | Zwycięzca       |
| ------- | -------- | ---- | ----------- | ------------- | ---------- | -------- | --------------- |
| 5.      | 10 marca | 2001 | Lizbona     | bieg na 200 m | 23,63 s    | + 0,99 s | Juliet Campbell |
| złoto   | 15 marca | 2003 | Birmingham  | bieg na 200 m | 22,54 s    | -        | -               |
| 5.      | 5 marca  | 2004 | Budapeszt   | bieg na 60 m  | 7,17 s     | + 0,09 s | Gail Devers     |

### Halowe mistrzostwa Europy
| Miejsce | Dzień     | Rok  | Miejscowość | Konkurencja        | Czas biegu  | Strata   | Zwycięzca       |
| ------- | --------- | ---- | ----------- | ------------------ | ----------- | -------- | --------------- |
| złoto   | 26 lutego | 2000 | Gandawa     | bieg na 200 m      | 23,06 s     | -        | -               |
| złoto   | 2 marca   | 2002 | Wiedeń      | bieg na 200 m      | 22,52 s     | -        | -               |
| brąz    | 6 marca   | 2011 | Paryż       | sztafeta 4 x 400 m | 3:32,16 min | + 2,82 s | Rosja           |
| 4.      | 3 marca   | 2013 | Göteborg    | sztafeta 4 x 400 m | 3:28,71 min | + 1,15 s | Wielka Brytania |

### Najlepszy wynik w sezonie

#### 100 m
| Rok  | Wiek    | Wynik | Miejsce        | Data        | Wynik na świecie |
| ---- | ------- | ----- | -------------- | ----------- | ---------------- |
| 1999 | 20 lat  | 11,33 | Strasburg      | 29 czerwca  | 56               |
| 2000 | 21 lat  | 11,36 | Monako         | 18 sierpnia | 103              |
| 2002 | 23 lata | 10,96 | Annecy         | 22 czerwca  | 5                |
| 2003 | 24 lata | 11,08 | Zurych         | 15 sierpnia | 13               |
| 2004 | 25 lat  | 11,21 | Noisy-le-Grand | 8 czerwca   | 30               |

#### 200 m
| Rok  | Wiek    | Wynik | Miejsce   | Data        | Wynik na świecie |
| ---- | ------- | ----- | --------- | ----------- | ---------------- |
| 1998 | 19 lat  | 22,76 | Dijon     | 5 lipca     | 11               |
| 1999 | 20 lat  | 22,31 | Sewilla   | 24 sierpnia | 10               |
| 2000 | 21 lat  | 22,70 | Gateshead | 16 lipca    | 23               |
| 2001 | 22 lata | 23,35 | Saloniki  | 22 sierpnia | 119              |
| 2002 | 23 lata | 22,43 | Monachium | 9 sierpnia  | 4                |
| 2003 | 24 lata | 22,41 | Paryż     | 27 sierpnia | 5                |
| 2004 | 25 lat  | 22,77 | Ateny     | 23 sierpnia | 36               |
| 2006 | 27 lat  | 23,26 | Bruksela  | 25 sierpnia | 97               |
| 2007 | 28 lat  | 22,38 | Niort     | 4 sierpnia  | 6                |
| 2008 | 29 lat  | 22,50 | Rzym      | 11 lipca    | 16               |
| 2009 | 30 lat  | 23,30 | Angers    | 23 lipca    | 111              |